# Lay Your Worry Down
Lay Your Worry Down is een nummer van de Belgische singer-songwriter Milow uit 2018, in samenwerking met de Amerikaanse singer-songwriter Matt Simons. Het is de eerste single van Lean Into Me, het zevende studioalbum van Milow.
Milow zei over zijn samenwerking met Matt Simons: "Ik had Matt een paar jaar geleden gezien op een festival in Europa en was echt onder de indruk van zijn stem en zijn songs. Nadat ik hem daarna nog een aantal keer ben tegengekomen, besloten we samen muziek te maken als we eens samen in LA waren. In maart / april hebben we daar afgesproken en schreven we 'Lay Your Worry Down'. Het is een troostend nummer voor mensen die door een moeilijke periode gaan". Het was de derde keer dat Simons samenwerkte met een artiest uit de Benelux; in 2015 werd zijn plaat Catch & Release geremixt door de Nederlandse dj Deepend, en in 2016 zong hij met Marco Borsato mee op Breng me naar het water. "Lay Your Worry Down" werd een bescheiden hit in België en bereikte de 28e positie in de Vlaamse Ultratop 50. In Nederland bereikte de plaat, ondanks enige airplay door onder andere Edwin Evers, geen hitlijsten.

## Tracklijst
Muziekdownload
1. "Lay Your Worry Down" - 3:21